# 奧塞爾鎮區 (愛荷華州漢考克縣)
奧塞爾鎮區（英語：Orthel Township）是位於美國愛荷華州漢考克縣的一個行政鎮區。

## 地方資料
根據2010年美國人口普查的數據，奧塞爾鎮區的面積為92.82平方千米，當中陸地面積為92.64平方千米，而水域面積為0.18平方千米。當地共有人口247人，而人口密度為每平方千米2.66人。